# George Joulwan
George Alfred Joulwan (* 16. listopadu 1939 Pottsville, Pensylvánie) je vysloužilý americký generál armády Spojených států amerických.

## Životopis
Pochází z rodiny emigrantů z Libanonu. Vystudoval Vojenskou akademii Spojených států amerických ve West Pointu a později generál Joulwan získal magisterský titul z politických věd na Loyolské Univerzitě v Chicagu. Sloužil dvakrát ve vietnamské válce, a to od června 1966 do listopadu 1967 a od června 1971 do ledna 1972. Velel 2. brigádě 3. pěší divize Spojených států amerických od června 1979 do září 1981 a poté se stal náčelníkem štábu divize. Od roku 1982 působil také v různých funkcích na ministerstvu obrany Spojených států amerických. V červnu 1986 se stal zástupcem náčelníka štábu pro operace armády Spojených států v Evropě a sedmé armády USA v Německu. V březnu 1988 převzal velení 3. obrněné divize a v roce 1989 se stal velícím generálem V. amerického sboru. Od listopadu 1990 do října 1993 vykonával funkci vrchního velitele Jižního velení USA a od 22. října 1993 působil jako vrchní velitel Spojeneckých sil v Evropě (SACEUR). Velení předal 11. července 1997 generálu Wesley Clarkovi.
Řídil více než 20 operací na Balkáně, v Africe a na Středním východě. Po odchodu do důchodu si vysloužil chválu od prezidenta Billa Clintona za rozmístění vojsk v Bosně. Za své služby obdržel řadu vyznamenání, včetně Řádu bílého lva II. třídy, který mu propůjčil v roce 1997 prezident Václav Havel.

## Vyznamenání
- Defense Distinguished Service Medal (3 ×)
- Army Distinguished Service Medal
- Stříbrná hvězda (2 ×)
- Defense Superior Service Medal
- Legion of Merit (3 ×)
- Medaile za vzornou službu (4 ×)
- Air Medal (14 x)
- Joint Service Commendation Medal
- Army Commendation Medal
- National Defense Service Medal
- Vietnam Service Medal (5 ×)
- Velký záslužný kříž s hvězdou Záslužného řádu Německa
- Hesenský řád za zásluhy
- Důstojníci Řádu čestné legie
- Velkodůstojníci Řádu za zásluhy Polské republiky
- Řád bílého lva II. třídy
- Velkodůstojníci Záslužného řádu Maďarské republiky